# Eulipotyphla
Ordre
Les Eulipotyphla, Eulipotyphles en français, sont un ordre de mammifères suggéré par des méthodes moléculaires de reconstruction phylogénétique, et comprend les membres laurasiathériens de l'ordre désormais polyphylétique et invalide des Lipotyphla, mais pas les membres afrotherien (tenrecs, taupes dorées et musaraignes à trompe, maintenant dans leur propre ordre Afrosoricida). L'ordre Lipotyphla lui-même a été formé en supprimant certains groupes de l'ordre des Insectivores, le taxon poubelle précédemment utilisé, notamment les Dermoptera, Scandentia et Macroscelidea.
Les desmans et les taupes, de la famille des Talpidae, les musaraignes de la famille des Soricidae, et les hérissons de la famille des Erinaceidae (anciennement de l'ordre des Erinaceomorpha) font partie de ce groupe. Les Talpidae, les Soricidae et les solénodons étaient à leur tour réunies dans l'ordre des Soricomorpha, qui s'est avéré par la suite paraphylétique puisque les Erinaceidae sont le groupe frère des musaraignes, et ils sont plus étroitement liés au clade des Scrotifera, avec qui ils forment Laurasiatheria,,.

## Classification

### Histoire
Les Eulipotyphla rassemble la grande majorité des espèces qui étaient classées dans l'ordre historique des Insectivores.

### Phylogénie
Cladogramme au niveau familial des relations modernes des eulipotyphles, d'après Roca et al. and Brace et al., :
|  | †Nesophontidae |
|  |                |
|  | Solenodontidae |
|  |                |

|  | Talpidae                                                  |
|  |                                                           |
|  | \| \| Soricidae \| \| \| \| \| \| Erinaceidae \| \| \| \| |
|  |                                                           |
|  | Soricidae                                                 |
|  |                                                           |
|  | Erinaceidae                                               |
|  |                                                           |

|  | Soricidae   |
|  |             |
|  | Erinaceidae |
|  |             |

|  | †Nesophontidae |
|  |                |
|  | Solenodontidae |
|  |                |

|  | Talpidae                                                  |
|  |                                                           |
|  | \| \| Soricidae \| \| \| \| \| \| Erinaceidae \| \| \| \| |
|  |                                                           |
|  | Soricidae                                                 |
|  |                                                           |
|  | Erinaceidae                                               |
|  |                                                           |

|  | Soricidae   |
|  |             |
|  | Erinaceidae |
|  |             |

Les sous-clades basales supérieure et inférieure de l'arbre sont respectivement les sous-ordres Solenodonta et Erinaceota. On estime que ces deux branches se sont séparées il y a environ 72 à 74 millions d'années,,. Les Nesophontidae et les Solenodontidae se seraient séparés il y a environ 57 Ma. Les temps intermédiaires pour les talpidés vs soricidés plus erinaceidés, et pour soricidés vs. erinaceidés, ont été respectivement estimés à environ 69 Ma et 64 Ma. 
Phylogénie des ordres actuels de laurasiathériens, d'après Zhou et al., 2011 :
|  | Pholidota (pangolins)                                  |
|  |                                                        |
|  | Carnivora (chats, hyènes, chiens, ours, phoques, etc.) |
|  |                                                        |

|  | Perissodactyla (chevaux, tapirs, rhinocéros, etc.)                         |
|  |                                                                            |
|  | Cetartiodactyla (chameaux, porcs, ruminants, hippopotames, baleines, etc.) |
|  |                                                                            |

|  | Pholidota (pangolins)                                  |
|  |                                                        |
|  | Carnivora (chats, hyènes, chiens, ours, phoques, etc.) |
|  |                                                        |

|  | Perissodactyla (chevaux, tapirs, rhinocéros, etc.)                         |
|  |                                                                            |
|  | Cetartiodactyla (chameaux, porcs, ruminants, hippopotames, baleines, etc.) |
|  |                                                                            |

|  | Pholidota (pangolins)                                  |
|  |                                                        |
|  | Carnivora (chats, hyènes, chiens, ours, phoques, etc.) |
|  |                                                        |

|  | Perissodactyla (chevaux, tapirs, rhinocéros, etc.)                         |
|  |                                                                            |
|  | Cetartiodactyla (chameaux, porcs, ruminants, hippopotames, baleines, etc.) |
|  |                                                                            |

|  | Pholidota (pangolins)                                  |
|  |                                                        |
|  | Carnivora (chats, hyènes, chiens, ours, phoques, etc.) |
|  |                                                        |

|  | Perissodactyla (chevaux, tapirs, rhinocéros, etc.)                         |
|  |                                                                            |
|  | Cetartiodactyla (chameaux, porcs, ruminants, hippopotames, baleines, etc.) |
|  |                                                                            |

|  | Pholidota (pangolins)                                  |
|  |                                                        |
|  | Carnivora (chats, hyènes, chiens, ours, phoques, etc.) |
|  |                                                        |

|  | Perissodactyla (chevaux, tapirs, rhinocéros, etc.)                         |
|  |                                                                            |
|  | Cetartiodactyla (chameaux, porcs, ruminants, hippopotames, baleines, etc.) |
|  |                                                                            |

|  | Pholidota (pangolins)                                  |
|  |                                                        |
|  | Carnivora (chats, hyènes, chiens, ours, phoques, etc.) |
|  |                                                        |

|  | Perissodactyla (chevaux, tapirs, rhinocéros, etc.)                         |
|  |                                                                            |
|  | Cetartiodactyla (chameaux, porcs, ruminants, hippopotames, baleines, etc.) |
|  |                                                                            |

|  | Pholidota (pangolins)                                  |
|  |                                                        |
|  | Carnivora (chats, hyènes, chiens, ours, phoques, etc.) |
|  |                                                        |

|  | Perissodactyla (chevaux, tapirs, rhinocéros, etc.)                         |
|  |                                                                            |
|  | Cetartiodactyla (chameaux, porcs, ruminants, hippopotames, baleines, etc.) |
|  |                                                                            |

|  | Pholidota (pangolins)                                  |
|  |                                                        |
|  | Carnivora (chats, hyènes, chiens, ours, phoques, etc.) |
|  |                                                        |

|  | Perissodactyla (chevaux, tapirs, rhinocéros, etc.)                         |
|  |                                                                            |
|  | Cetartiodactyla (chameaux, porcs, ruminants, hippopotames, baleines, etc.) |
|  |                                                                            |

|  | Pholidota (pangolins)                                  |
|  |                                                        |
|  | Carnivora (chats, hyènes, chiens, ours, phoques, etc.) |
|  |                                                        |

|  | Perissodactyla (chevaux, tapirs, rhinocéros, etc.)                         |
|  |                                                                            |
|  | Cetartiodactyla (chameaux, porcs, ruminants, hippopotames, baleines, etc.) |
|  |                                                                            |

|  | Pholidota (pangolins)                                  |
|  |                                                        |
|  | Carnivora (chats, hyènes, chiens, ours, phoques, etc.) |
|  |                                                        |

|  | Perissodactyla (chevaux, tapirs, rhinocéros, etc.)                         |
|  |                                                                            |
|  | Cetartiodactyla (chameaux, porcs, ruminants, hippopotames, baleines, etc.) |
|  |                                                                            |

|  | Pholidota (pangolins)                                  |
|  |                                                        |
|  | Carnivora (chats, hyènes, chiens, ours, phoques, etc.) |
|  |                                                        |

|  | Perissodactyla (chevaux, tapirs, rhinocéros, etc.)                         |
|  |                                                                            |
|  | Cetartiodactyla (chameaux, porcs, ruminants, hippopotames, baleines, etc.) |
|  |                                                                            |

|  | Pholidota (pangolins)                                  |
|  |                                                        |
|  | Carnivora (chats, hyènes, chiens, ours, phoques, etc.) |
|  |                                                        |

|  | Perissodactyla (chevaux, tapirs, rhinocéros, etc.)                         |
|  |                                                                            |
|  | Cetartiodactyla (chameaux, porcs, ruminants, hippopotames, baleines, etc.) |
|  |                                                                            |

|  | Pholidota (pangolins)                                  |
|  |                                                        |
|  | Carnivora (chats, hyènes, chiens, ours, phoques, etc.) |
|  |                                                        |

|  | Perissodactyla (chevaux, tapirs, rhinocéros, etc.)                         |
|  |                                                                            |
|  | Cetartiodactyla (chameaux, porcs, ruminants, hippopotames, baleines, etc.) |
|  |                                                                            |

|  | Pholidota (pangolins)                                  |
|  |                                                        |
|  | Carnivora (chats, hyènes, chiens, ours, phoques, etc.) |
|  |                                                        |

|  | Perissodactyla (chevaux, tapirs, rhinocéros, etc.)                         |
|  |                                                                            |
|  | Cetartiodactyla (chameaux, porcs, ruminants, hippopotames, baleines, etc.) |
|  |                                                                            |

|  | Pholidota (pangolins)                                  |
|  |                                                        |
|  | Carnivora (chats, hyènes, chiens, ours, phoques, etc.) |
|  |                                                        |

|  | Perissodactyla (chevaux, tapirs, rhinocéros, etc.)                         |
|  |                                                                            |
|  | Cetartiodactyla (chameaux, porcs, ruminants, hippopotames, baleines, etc.) |
|  |                                                                            |

|  | Pholidota (pangolins)                                  |
|  |                                                        |
|  | Carnivora (chats, hyènes, chiens, ours, phoques, etc.) |
|  |                                                        |

|  | Perissodactyla (chevaux, tapirs, rhinocéros, etc.)                         |
|  |                                                                            |
|  | Cetartiodactyla (chameaux, porcs, ruminants, hippopotames, baleines, etc.) |
|  |                                                                            |

### Liste des familles, sous-familles, tribus et genres
Selon la Mammal Diversity Database (15 janvier 2024) :
Ordre Eulipotyphla (= 'Lipotyphla' - Afrosoricida = 'Erinaceomorpha' + 'Soricomorpha')
- sous-ordre des Erinaceota
  - famille des Erinaceidae
    - sous-famille des Erinaceinae
      - Atelerix
      - Erinaceus
      - Hemiechinus
      - Mesechinus
      - Paraechinus

    - sous-famille des Galericinae
      - Echinosorex
      - Hylomys
      - Neohylomys
      - Neotetracus
      - Otohylomys
      - Podogymnura

  - famille des Soricidae
    - sous-famille des Crocidurinae
      - Crocidura
      - Diplomesodon
      - Feroculus
      - Palawanosorex
      - Paracrocidura
      - Ruwenzorisorex
      - Scutisorex
      - Solisorex
      - Suncus
      - Sylvisorex

    - sous-famille des Myosoricinae
      - Congosorex
      - Myosorex
      - Surdisorex

    - sous-famille des Soricinae
      - tribu des Anourosoricini
        - Anourosorex

      - tribu des Blarinellini
        - Blarinella
        - Parablarinella

      - tribu des Blarinini
        - Blarina
        - Cryptotis

      - tribu des Nectogalini
        - Chimarrogale
        - Chodsigoa
        - Episoriculus
        - Nectogale
        - Neomys
        - Pseudosoriculus
        - Soriculus

      - tribu des Notiosoricini
        - Megasorex
        - Notiosorex

      - tribu des Soricini
        - Sorex

  - famille des Talpidae
    - sous-famille des Scalopinae
      - tribu des Condylurini
        - Condylura

      - tribu des Scalopini
        - Alpiscaptulus
        - Parascalops
        - Scalopus
        - Scapanulus
        - Scapanus

    - sous-famille des Talpinae
      - tribu des Desmanini
        - Desmana
        - Galemys

      - tribu des Neurotrichini
        - Neurotrichus

      - tribu des Scaptonychini
        - Scaptonyx

      - tribu des Talpini
        - Euroscaptor
        - Mogera
        - Oreoscaptor
        - Parascaptor
        - Scaptochirus
        - Talpa

      - tribu des Urotrichini
        - Dymecodon
        - Urotrichus

    - sous-famille des Uropsilinae
      - Uropsilus
- sous-ordre des Solenodonota
  - † famille des Nesophontidae
    - †Nesophontes

  - famille des Solenodontidae
    - Atopogale
    - Solenodon

Familles actuelles et fossiles, et genres non-classés selon The Hesperomys Project (15 janvier 2024) :
- †Anomodon LeConte, 1848 (nomen dubium)
- sous-ordre des Erinaceota Van Valen, 1967
  - super-famille des Erinaceoidea Fischer, 1814
    -       - † Adapisoricidae Schlosser, 1887
      - † genre Adunator Russell, 1964
      - † Amphilemuridae Heller, 1935
      - † Diacodontidae Trouessart, 1879
      - Erinaceidae Fischer, 1814
      - † genre Leipsanolestes Simpson, 1928
      - † genre Litocherus Gingerich, 1983
      - † genre Luchenus Tong & Wang, 2006
      - † genre Mckennatherium Van Valen, 1965
      - † Sespedectidae Novacek, 1985
      - † genre Talpavoides Bown & Schankler, 1982
      - † genre Talpavus Marsh, 1872

  - super-famille des Soricoidea Fischer, 1814
    -       - † Apternodontidae Matthew, 1910
      - † Heterosoricidae Viret & Zapfe, 1951
      - † genre Iconapternodus Tong, 1997
      - † Nyctitheriidae Simpson, 1928
      - † Oligoryctidae Asher, McKenna, Emry, Tabrum & Kron, 2002
      - † Parapternodontidae Asher, McKenna, Emry, Tabrum & Kron, 2002
      - † Plesiosoricidae Winge, 1917
      - Soricidae Fischer, 1814

  - super-famille des Talpoidea Fischer, 1814
    -       - † Dimylidae Schlosser, 1887
      - † Proscalopidae Reed, 1961
      - Talpidae Fischer, 1814
- †Geolabididae McKenna, 1960
- †Geomana Brunner, 1957 (nomen dubium)
- †Micropternodontidae Stirton & Rensberger, 1964
- †Mygale minuta Lartet, 1851 (nomen dubium)
- †Quadratodon De Bast & Smith, 2016
- sous-ordre des Solenodonota Brace, Thomas, Dalén, Burger, MacPhee, Barnes & Turvey, 2016
  - Nesophontidae Anthony, 1916
  - Solenodontidae Gill, 1872
- †Vastaniidae Bajpai, Kapur, Das, Tiwari, Saravanan & Sharma, 2005